# Cantón de Limoges-Panazol
El cantón de Limoges-Panazol era una división administrativa francesa, que estaba situada en el departamento de Alto Vienne y la región de Limusín.

## Composición
El cantón estaba formado por cuatro comunas, más una fracción de la comuna que le daba su nombre:
- Aureil
- Feytiat
- Limoges (fracción)
- Panazol
- Saint-Just-le-Martel

## Supresión del cantón de Limoges-Panazol
En aplicación del Decreto nº 2014-194 de 20 de febrero de 2014, el cantón de Limoges-Panazol fue suprimido el 22 de marzo de 2015 y sus 5 comunas pasaron a formar parte; dos del nuevo cantón de anazol, dos del nuevo cantón de Saint-Léonard-de-Noblat y su fracción de comuna pasó a formar parte del nuevo cantón de  Limoges-7.